# Extraktivismus
Als Extraktivismus (von lateinisch ex-trahere „herausziehen“; ex-tractum „das Herausgezogene“) bezeichnet man Formen der Wirtschaft in der herrenlosen Natur, bei denen natürliche Ressourcen (etwa Bodenschätze, wildlebende Pflanzen oder Tiere) entnommen, genutzt und vermarktet werden. Der Begriff leitet sich von den „extraktiven Wirtschaftsformen“ her. So werden bisweilen die subsistenzwirtschaftlich orientierten Unterhaltsstrategien traditioneller Jäger, Sammler und Fischer bezeichnet. Im Gegensatz dazu steht der Begriff Extraktivismus für die erwerbswirtschaftlich orientierten Formen aneignenden Wirtschaftens.
Extraktivismus gilt ursprünglich als nachhaltige Produktionsform in Drittweltländern. Vor allem traditionell lebende indigene Völker bestreiten ihren Lebensunterhalt – ganz oder teilweise – auf diese Weise. Die Chimane in Bolivien etwa öffnen die Stämme toter Bäume, von denen sie wissen, dass darin Honig zu finden ist, um diesen zu ernten. Sie entnehmen einen kleinen Teil der Waben und verschließen anschließend das Loch wieder, womit sie den Fortbestand des Bienennestes sichern. Manche Nester werden auf diese Weise auch öfter zur Gewinnung von Honig aufgesucht.
Häufig werden Pflanzenarten, die bislang nicht domestiziert werden können und daher nicht angebaut werden, auf diese Weise verwertet (z. B. Paranuss, Kautschuk in Südamerika, viele Speisepilze).
Zum Extraktivismus gehören jedoch auch sämtliche nicht nachhaltigen bis hin zu Raubbau treibenden Formen moderner aneignender Wirtschaftsformen, die auch als Neo-Extraktivismus bezeichnet werden.

## Begriffsverwendung im weiteren Sinne
Die Begriffe des extraktiven Wirtschaftens (extractive business) oder der extraktiven Industrie beziehen sich auf den Primärsektor eines Wirtschaftssystems und damit auch auf moderne Wirtschaftssysteme. Ein extraktives Wirtschaftssystem bezeichnet ein System, in dem die Primärproduktion (Ackerbau, Viehzucht, Holzwirtschaft, Fischerei, Bergbau) überwiegt, welche vor allem Bodenerträge nutzt und diese nur in geringem Umfang aufbereitet.

## Neo-Extraktivismus

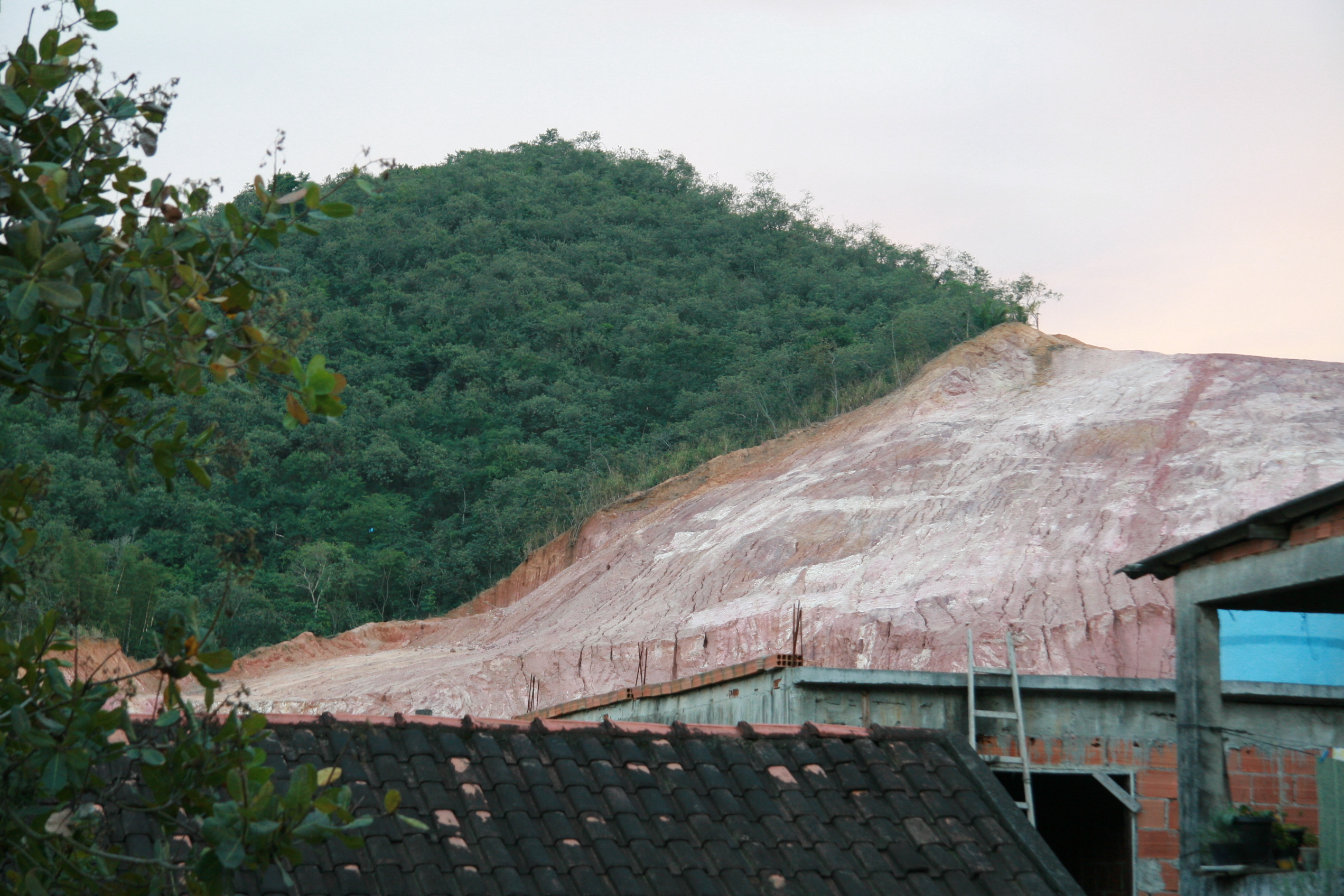
Zerstörung des Regenwaldes in Rio de Janeiro durch Lehmabbau

In der jüngeren wirtschaftspolitischen Debatte wird der Begriff Extraktivismus mit deutlich negativer Konnotation verwendet: Er steht für eine auf Rohstoff-Export und häufig auf Raubbau begründete Nationalökonomie, die weitgehend auf die Weiterverarbeitung dieser Ressourcen verzichtet (sogenannter Neo-Extraktivismus). Das geschieht oft zum Nachteil lokaler indigener Gemeinschaften und der Biodiversität. Diese traditionell rechten Regierungen zugeschriebene Wirtschaftsform findet sich heute in „links“ sowie „rechts“ regierten Ländern. Während beispielsweise in Bolivien Evo Morales zu einer Verteidigung der Rechte von Indigenen und Kleinbauern antrat, werden inzwischen genauso wie unter den Vorgängerregierungen vorwiegend extraktive Großprojekte gefördert.
Die negativen ökologischen Folgen eines großmaßstäblichen (Neo-)Extraktivismus treten heute immer deutlicher zutage. Durch starke Preisschwankungen und Veränderungen der Nachfrage für Rohstoffe ist das Modell krisenanfällig und führt häufig zu wirtschaftlichen, politischen und sozialen Verwerfungen.

### Modelle des Neo-Extraktivismus in Lateinamerika
Sérgio Buarque de Holanda weist in Kapitel IV seines Werkes über die Wurzeln Brasiliens (Sämann und Fliesenleger) auf einen bezeichnenden Unterschied zwischen der spanischen und der portugiesischen kolonialen Expansion in Lateinamerika hin: Während die Spanier unter dem Einfluss der Jesuiten versuchten, ihre Kolonien quasi in eine zivilisierte und organische Extension des Mutterlandes zu verwandeln und dafür eine planmäßige Kontrolle über die gesamte Gesellschaft auch im Landesinnern auszuüben (was in den rechteckigen Stadtgrundrissen von Lima oder Mexiko-Stadt seinen Ausdruck fand – daher „Fliesenleger“), beschränkten sich die Portugiesen darauf, von der Küste aus sich nur den ohne viel Anstrengung erreichbaren Reichtum anzueignen. Die Metapher des „Sämanns“, der sein Saatgut im Wind verstreut und schaut, ob etwas (und was) daraus wird, sei für diesen Stil der Kolonialisierung treffend. Damit beschreibt Buarque de Holanda zwei verschiedene Stile des Extraktivismus: die planvolle Ausbeutung der natürlichen Ressourcen durch die Spanier (wie etwa in den Silberminen von Potosí) und die eher plan- und mühelose Aneignung jener natürlichen Ressourcen, die von der Küste aus kostengünstig ins Mutterland verschifft werden können, eine Politik, die nicht vom Bestreben, etwas Bleibendes zu schaffen, sondern nur vom unmittelbaren Nutzen der Händler und der portugiesischen Krone bestimmt war.